# Stazione di Serravalle all'Adige
La stazione di Serravalle all'Adige è una fermata ferroviaria posta sulla linea Innsbruck-Verona. Serve il centro abitato di Serravalle, frazione del comune di Ala.